# 最終幻想IV (任天堂DS)
《最终幻想IV》是1991年超级任天堂平台电子角色扮演游戏《最终幻想IV》的任天堂DS重制版。游戏作为最终幻想系列20周年纪念的一部分，于2007年12月20日在日本发行，2008年7月22日在北美发行，2008年9月在欧洲和澳洲发行。
游戏由Matrix Software开发，该团队亦是《最终幻想III》3D重制版的开发团队。游戏由原版开发团队监督：时田贵司担任执行制作人兼总监，浅野智也担任制作人，伊藤裕之担任战斗设计师。动画师金田伊功绘制新过场动画分镜。
游戏获媒体与爱好者的好评；评论称赞游戏相当忠实于原作，并在游戏玩法和剧情元素上做了扩展。
游戏于2012年通过App商店发行iOS版，2013年发行Android版。

## 遊戲玩法
《最终幻想IV》沿用了超级任天堂原版的即时战斗系统。和任天堂DS上的《最终幻想III》重制版类似，触屏笔的控制受到限制且亦非必须，同时允许其他玩家使用任天堂DS独特的触屏控制方案。然而，重制版使用了名为“能力转移系统”（デカントアビリティシステ，美版称作Augment Ability System）新能力系统。该系统可将特定角色的能力转移到其他角色身上，而重制版《最终幻想IV》之前和之后的游戏都没有这个系统。临时队员至多可以转移三个能力。当临时队员离开队伍后将会让出自己的能力，数量取决于其获得的能力。游戏还有其他能力，一些分散在世界各地，一些可在特定故事情节后获得。新系统加入了菜单指令订制的功能。除了“道具”指令外，角色其余全部指令都可修改。这包括通常分到一组中的某个能力。（例如罗莎的“高级治疗”术可以直接加入指令表，而不必通过子列表白魔法选中）能力转移系统的设计是用来取代重制版《最终幻想IV Advance》的系统，在《Advance》中，原版中暫時加入隊伍的角色可在遊戲某處後重新加入隊伍，而開發商認為這個系統對遊戲改動太大。
DS版还增加了小游戏。和主游戏不同，小游戏只能用触屏笔操控。其可以增长莉迪亚幻兽波奇卡的能力，波奇卡可以在战斗中替代莉迪亚，根据游戏者的能力分配，由电脑控制行动。小游戏可以在单人模式和无线多人模式下进行。游戏还有二周目设定。在该模式中，玩家开始游戏时，即能继承前次完成游戏时，所持有稀有或隐秘的道具装备。二周目还加入其它新功能，如月球和试炼之山山顶的隐藏头目。因为加入了配音过场动画，游戏角色海明威被设定为不再像原作那样能为角色改名。在重制版中，他周游世界，并根据职业更换自己的名字。例如“地图威”（游戏机下屏幕会显示地图）、“扎营威”和“结婚威”等。名字威会在世界各处出现，完成他的支线任务后玩家会得到奖励。因为不再限制玩家可携带的物品数，胖陆行鸟不再保存道具，而是储存怪物图鉴、播放视频和音乐，以及进行波奇卡的小游戏。

## 情节
游戏遵照了原版《最终幻想IV》的情节，并以倒序形式加入了一些前作缺失的剧本，包括高贝兹成为塞姆斯的手下，塞西尔、凯因和罗莎的童年。

## 声音
在2007年6月，史克威尔艾尼克斯宣布召集《最终幻想IV》主题曲《爱之主题曲》的演唱者，歌曲由植松伸夫作曲。伊田惠美从近800人的候选名单中胜出。歌曲由福井健一郎重编，剧本作者时田贵司填词，并命名为《月光》（月の明り）。歌曲只在日版游戏结尾的职员表中出现，国际版本将此曲替换为游戏本身的音乐原声。

## 开发
官方开发者博客略述了重制版的几个要点功能。如同原版，玩家可以将任何人调整到队伍领头位置。当玩家进入菜单时，队伍领头者将出现在屏幕底部，玩家可以阅读他们在剧情当时的心中想法。开发团队建议玩家经常检查这个功能，来查看一些幽默轶事。
其它开发博客主要聚焦于游戏的美工与程序。艺术总监称，Matrix尝试将游戏每个地方都做的独一无二。例如沙漠王城达姆西安有中东风情，法布尔带有中国风，艾伯伦更像是忍者居住的地方，而这些对数据容量有限的超级任天堂是不可能的。和《最终幻想III》相比，游戏战斗中需要显示更多角色与敌人，这需要建模团队降低每个角色的多边形数量。主程序师还表明，游戏从数据角度来看远大于《最终幻想III》，由于配音数据，将游戏数据压缩至被1Gb ROM容纳是很困难的。
总监时田——原版游戏编剧兼游戏主设计师——称，超级任天堂版游戏3/4的脚本都被删去。在史克威尔艾尼克斯官方职员页面的一个问答中，时田纠正称这是说，原版的故事脚本从没被删减，但在原版的开发中，游戏文本无法在原先拟定的大小中容纳，必须修改为原先的1/4。

## 評價
截至2008年7月9日，游戏在日本售出612,044份。游戏全球售出110万份。
《最终幻想IV》获得媒体的好评，被提名为IGN 2008年电子游戏奖之最佳任天堂DS RPG奖。

## 外部連結
- 官方网站 （日語）
- 官方网站 （英文）